# Eupithecia monacheata
Eupithecia monacheata är en fjärilsart som beskrevs av Samuel E. Cassino och Louis W. Swett 1922. Eupithecia monacheata ingår i släktet Eupithecia och familjen mätare. Inga underarter finns listade i Catalogue of Life.